# Zilliqa
Zilliqa(ジリカ)は、大規模なスマート・コントラクトに特化したパブリック・ブロックチェーンプラットフォームの一つ。

## 概要
BitcoinNG、ByzCoin、CoSiなど複数の論文のアイディアを複合的に応用し、2017年6月Xinshu Dong、Prateek Saxenaらの開発チームによって提案された。
Zilliqaの主な特徴である、ネットワークシャーディングによるトランザクション処理速度の向上はパブリックブロックチェーンにおいて最初の試みであり、Prateekらの基礎理論を元にしている。
スマート・コントラクトの開発には、データフロー型の専用プログラミング言語であるScillaを使用する。